# التاريخ الاقتصادي للمكسيك

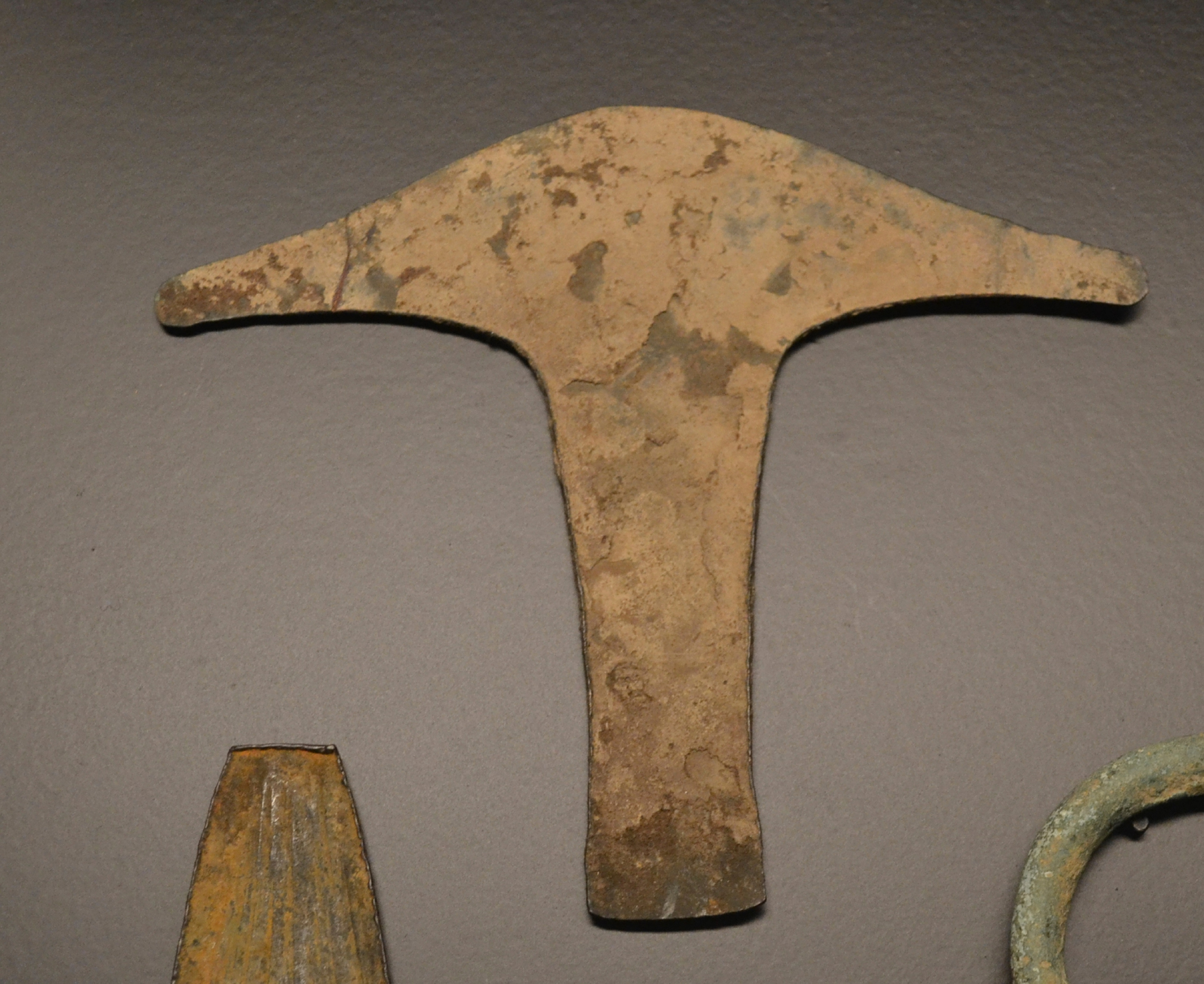
مجرفة المال من المكسيك

يتميز التاريخ الاقتصادي للمكسيك منذ الحقبة الاستعمارية باستخراج الموارد والزراعة بالإضافة إلى قطاع صناعي متخلف نسبيًا. وُلدت النخب الاقتصادية في الفترة الاستعمارية غالبًا من أصل إسباني، وكانوا تجارًا نشطين عبر الأطلسي وأصحابًا لمناجم الفضة ومستثمرين في العقارات والاراضي. كان القسم الأكبر من السكان من مزارعي الكفاف الذين يعيشون بشكل أساسي في وسط وجنوب البلاد.
كان التاج الإسباني يتصور إسبانيا الجديدة موردًا للثروة لإيبيريا، وهو ما حققته مناجم الفضة الضخمة هناك. كان الاقتصاد المكسيكي اقتصادًا استعماريًا لتزويد المواد الغذائية والمنتجات من تربية الماشية وكذلك صناعة الغزل والنسيج المحلية لإسبانيا، وهذا يعني تلقائيًا أنه كان قادرًا على تلبية الكثير من احتياجاته الخاصة. هزت سياسة التاج الاقتصادية ولاء النخب أمريكية المولد لإسبانيا عندما وضعت في عام 1804 سياسة لجعل أصحاب الرهن يدفعون على الفور أساس قروضهم، ما يهدد الوضع الاقتصادي لأصحاب الأراضي الذين يعانون من ضائقة مالية. كان الاستقلال في المكسيك في عام 1821 صعباً من الناحية الاقتصادية على البلاد، مع فقدان إمداداتها من الزئبق من إسبانيا في مناجم الفضة.
استمرت معظم أنماط الثروة التي كانت سائدة خلال الحقبة الاستعمارية في النصف الأول من القرن التاسع عشر، حيث كانت الزراعة هي النشاط الاقتصادي الرئيسي مع عمل الفلاحين من السكان الأصليين والعرقيين المختلطين. حاول الإصلاح الليبرالي منتصف القرن التاسع عشر (حوالي 1850-1861 ؛ 1867-1876) الحد من القوة الاقتصادية للكنيسة الكاثوليكية الرومانية وتحديث الاقتصاد المكسيكي وتحويله صناعيًا. في أعقاب الحرب الأهلية والتدخل الأجنبي، تحقق في أواخر القرن التاسع عشر الاستقرار السياسي والازدهار الاقتصادي خلال النظام الرئاسي للجنرال بورفيريو دياز (1876-1911). فُتحت المكسيك للاستثمار الأجنبي، وبدرجة أقل للعمال الأجانب. بنى رأس المال الأجنبي شبكة للسكك الحديدية، أحد أهم مفاتيح تحويل وتطوير الاقتصاد المكسيكي، عن طريق ربط مناطق المكسيك والمدن والموانئ الرئيسية. كما يوضح بناء جسر السكك الحديدية فوق واد عميق في ميتلاك، كانت تضاريس المكسيك عائقًا أمام التنمية الاقتصادية. انتعشت صناعة التعدين في شمال المكسيك وتطورت صناعة النفط في شمال ساحل الخليج برؤوس أموال أجنبية.
اندلعت الحروب الأهلية الإقليمية عام 1910 واستمرت حتى عام 1920، وأصبحت معروفة باسم الثورة المكسيكية. في أعقاب المرحلة العسكرية للثورة، حاولت الأنظمة المكسيكية «تحويل بلدٍ ريفي متخلفٍ إلى قوة صناعية متوسطة الحجم.» أعطى الدستور المكسيكي لعام 1917 الحكومة المكسيكية سلطة مصادرة الممتلكات، ما سمح بتوزيع الأراضي على الفلاحين، وأعطاها الحق بمصادرة النفط المكسيكي عام 1938. استفادت المكسيك اقتصاديًا من مشاركتها في الحرب العالمية الثانية وشهدت سنوات ما بعد الحرب ما يسمى المعجزة المكسيكية (بين عامي 1946-1970). كان هذا النمو مدعومًا بالتصنيع لاستبدال الواردات. عانى الاقتصاد المكسيكي من حدود عملية التصنيع لاستبدال الواردات، وعانى من القومية الاقتصادية، فسعت المكسيك لوضع نموذج جديد للنمو الاقتصادي. اكتُشفت احتياطيات نفطية ضخمة في خليج المكسيك أواخر سبعينيات القرن الماضي، واقترضت المكسيك بكثافة من البنوك الأجنبية قروضًا مقومة بالدولار الأمريكي. عندما انخفض سعر النفط في الثمانينيات، شهدت المكسيك أزمة مالية حادة.
في عهد الرئيس كارلوس ساليناس دي جورتاري، قامت المكسيك بحملة للانضمام إلى اتفاقية التجارة الحرة لأمريكا الشمالية مع دخول المعاهدة الموسعة حيز التنفيذ في المكسيك والولايات المتحدة وكندا في 1 يناير من العام 1994. طبّقت المكسيك سياسات اقتصادية نيوليبرالية وغيرت مواد مهمة في الدستور المكسيكي لعام 1917، من أجل ضمان حقوق الملكية الخاصة ضد التأميم في المستقبل. في القرن الحادي والعشرين، عززت المكسيك علاقاتها التجارية مع الصين، لكن المشاريع الاستثمارية الصينية في المكسيك توقفت عامي 2014 و 2015. كان لاعتماد المكسيك المستمر على عائدات النفط تأثير ضار عندما تنخفض أسعار النفط، كما حدث بين عامي 2014 و2015.

## اقتصاد إسبانيا الجديدة 1521-1821
اعتمد اقتصاد المكسيك في الفترة الاستعمارية على استخراج الموارد (بشكل أساسي الفضة) وعلى الزراعة وتربية الماشية، وعلى التجارة، حيث لم يكن للصناعة دور مهم. في فترة ما بعد الفتح مباشرة (1521–1540)، كانت الشعوب الأصلية والمنظمة هرميًا في المنطقة الوسطى من المكسيك مصدرًا محتملًا لليد العاملة. منح عمل المجتمعات الهندية (ولكن ليس أراضيهم) للغزاة الأفراد ضمن ترتيب يسمى إينكوميندا.
أصبح المشهد الاستعماري في وسط المكسيك خليطًا من المقتنيات ذات الأحجام المختلفة من قبل الإسبان والمجتمعات الأصلية. عندما بدأ التاج الإسباني يحدّ من الثغرات التنظيمية في منتصف القرن السادس عشر للحيلولة دون تطور فئة مستقلة هناك، تمكن الإسبان الذين أصبحوا مالكين للأراضي ووظفوا العمال الهنود وعمال العروق المختلطة واستفادوا منهم. على الرغم من أن إنكوميندا كانت مؤسسة اقتصادية كبرى في الفترة المبكرة، إلا أنها كانت مجرد مرحلة انتقالية، وذلك بسبب انخفاض عدد السكان الأصليين نتيجة الأوبئة كما نتيجة النمو الاقتصادي السريع ونمو عدد الإسبان في إسبانيا الجديدة.

### التنقيب
أصبحت الفضة محرك الاقتصاد الاستعماري الإسباني في كل من البيرو وإسبانيا الجديدة. استُخرجت بموجب ترخيص من التاج، على أن يُدفع خُمس العائدات له. على الرغم من أن الإسبان سعوا للذهب، وعلى الرغم من وجود بعض المناجم الصغيرة في أواكساكا وميشواكان، إلا أن التحول الكبير في اقتصاد إسبانيا الجديدة جاء في منتصف القرن السادس عشر عند اكتشافات رواسب كبيرة من الفضة.
أسس الإسبان المدن في مناطق التعدين، وأسسوا المؤسسات الزراعية التي توفر المواد الغذائية والسلع الضرورية لاقتصاد التعدين. بالنسبة للمكسيك، التي لم يكن لديها مخزون كبير من الأشجار لتستخدمها وقودًا لاستخراج الفضة، كان الاختراع الذي تم عام 1554 من عملية الفناء التي استخدمت الزئبق لاستخراج الفضة كيميائيًا من الخام بمثابة إنجاز علمي مهم. كان لدى إسبانيا منجم للزئبق في «ألمادين» حيث صُدّر منها إلى المكسيك.
احتكر التاج الإسباني الزئبق وحدد سعره. خلال إصلاحات البوربون في القرن الثامن عشر، زاد التاج من إنتاج الزئبق في ألمدين وخفض سعره للعمال المناجم بمقدار النصف، ما أدى لزيادة كبيرة في إنتاج الفضة في المكسيك. مع انخفاض تكاليف الإنتاج، أصبح التعدين أقل خطورة، وبالتالي كنا أمام طفرة جديدة في فتح المناجم. في القرن الثامن عشر، تحول التعدين احترافًا وأعطي مكانة اجتماعية بإنشاء الكلية الملكية للتعدين ونقابة عمال المناجم.
غذّت الثروة من التعدين الإسباني الاقتصاد عبر الأطلسي، فأصبحت الفضة المعدن النفيس الرئيسي المتداول في جميع أنحاء العالم. على الرغم من أن التعدين في مناطق الشمال لم يصبح بحد ذاته مركز القوة الرئيسي في إسبانيا الجديدة، إلا أن الفضة المستخرجة هناك كانت أهم صادرات المستعمرة.

### الزراعة وتربية المواشي
على الرغم من أن المكسيك قبل الإسبان أنتجت فائضًا من الذرة ومحاصيل أخرى، كان الإسبان من بدأ بالزراعة التجارية، فزرعوا القمح ومحاصيل السكر وأشجار الفاكهة وحتى أشجار التوت لإنتاج الحرير في المكسيك، وإن كان ذلك لفترة قصيرة من الزمن. أصبحت المناطق التي لم تشهد قط زراعة أصلية مهمةً للزراعة التجارية، ولا سيما ما أطلق عليه «الشمال القريب» من المكسيك، شمال مستوطنة السكان الأصليين في وسط المكسيك. زُرع القمح باستخدام محاريث الثيران والمحاريث الإسبانية في باخيو، وهي منطقة تضم عددًا من ولايات المكسيك الحديثة مثل كويريتارو وخاليسكو وسان لويس بوتوسي.